# Duralex
Duralex International és una empresa francesa amb seu a La Chapelle-Saint-Mesmin, al departament de Loiret, que fabrica vaixelles de vidre trempat. Duralex també és una marca amb la qual es venen els productes fabricats per aquesta empresa: gots, plats i fins i tot safates. El nom de Duralex prové de la locució llatina «Dura lex, sed lex» (la llei és dura, però és la llei).
Utilitzant una tècnica desenvolupada a la dècada del 1930 per Saint-Gobain Glass, el vidre acabat d'emmotllar s'escalfa a 600 graus centígrads, després es refreda molt ràpidament i això li dona una resistència a l'impacte dues vegades superior al vidre normal. Els models de got Picardie i Gigogne són dos dels productes més coneguts de la companyia. El got Gigogne s'ha exposat al Museu de les Arts Decoratives de París. La revista This Old House va anomenar els plats de cocció de vidre OvenChef de Duralex, un dels millors productes per a la llar del 2014, citant la capacitat dels plats de suportar amplis vaivens de temperatura sense trencar-se.
Una altra filial de Saint-Gobain, Pyrex, va llançar el seu producte Pyrex-Sedlex.
El 25 de setembre del 2020 es va fer públic que l'empresa patia problemes financers.

## Història
El vidre trempat va ser inventat per l'empresa francesa Saint-Gobain Glass a la dècada del 1930. Després es va utilitzar per la seva alta resistència en la fabricació de vidres per a automòbils, produït per la Société d'exploitation verrière Beauce-Bourgogne (SEV) a una fàbrica de vidre situada a la zona d'Orleans, a La Chapelle-Saint-Mesmin.
Aquesta fàbrica de vidre, creada el 1927 per un fabricant de vinagre, també va pertànyer al perfumista François Coty, amb el nom de l'empresa de vidre de La Chapelle-Saint-Mesmin. Després es va fer servir per fer ampolles de perfum. Va ser adquirida per Saint-Gobain el 1934.
Uns anys més tard, la companyia va imaginar una altra sortida de vidre trempat, la vaixella, i el 6 de juny de 1945 va registrar la marca Duralex. La fàbrica de La Chapelle-Saint-Mesmin es va transformar llavors per produir «objectes de vidre per a ús culinari, fet amb vidre trempat».
El vidre tipus Gigogne es va llançar el 1946; convertit en culte, ja que és el primer producte de taula que comercialitza la marca. Les generacions d'escolars s'han divertit comparant la seva «edat» amb el número de la part inferior de cada got. De fet, aquest número és un dels 50 motlles que es van utilitzar en la fabricació de gots; es produeixen 50 gots a les premses formades per dues taules, equipades cada taula amb 25 motlles. Però només es comercialitzen 48 gots, ja que dos d'ells es reserven per a controlar la qualitat en cas de defecte de fabricació.
La dècada del 1960 van ser l'època daurada de Duralex, es va obrir una segona fàbrica a Rive-de-Gier (al departament del Loira), i un anunci de televisió de la marca va arribar fins i tot a guanyar el 12è premi del Festival Internacional de Creatividad Cannes Lions el 1965.
- Vaixella fabricada per Duralex
- Got Duralex Picardie
- Got Duralex Gigogne

El declivi de la marca va començar a finals de la dècada del 1970. Saint-Gobain Glass va vendre aquesta branca de la seva activitat el 1997 a la fàbrica de vidre italiana Bormioli Rocco. En aquell moment, Duralex donava feina a 1.000 persones.
El 2004, la companyia es va vendre a un executiu de la companyia associat amb uns inversors. Finalment es va veure obligada a presentar fallida l'any següent.
Llavors, l'empresa va ser comprada per Sinan Solmaz, un majorista turc de 38 anys i principal client de la marca. La planta de Rive-de-Gier, que ja havia estat amenaçada amb el seu tancament el 2002 per dificultats econòmiques i que en aquell moment donava feina a 110 persones, va tancar definitivament les seves portes cinc anys després. L'empresa, que aleshores donava feina a 260 empleats, es va declarar en fallida el 1r d'abril de 2008 i es va posar en liquidació obligatòria el 26 de juny de 2008. Després d'una denúncia presentada pel representant judicial en el marc d'aquest procediment, sembla que des de principis de 2007 fins a juliol de 2008, Sinan Solmaz va organitzar la sortida cap a Turquia de màquines, motlles i 85 contenidors de mercaderies. Aquests béns es van vendre al «20% del seu valor real», provocant una pèrdua de beneficis per a Duralex de més de 4,5 milions d'euros. A més, Sinan Solmaz va cobrar diversos centenars de milers d'euros pendents a cobrar per Duralex en un compte que tenia a Dubai. Finalment, va augmentar artificialment el deute de Duralex en benefici dels seus negocis a Turquia, mitjançant la falsificació de dades en la comptabilitat. L'empresari, amb una ordre de detenció europea des del 2012, va ser condemnat el 3 de juliol de 2014 a tres anys de presó per abús d'actius corporatius i fallida per malversació o encobriment, i multa de 200.000 euros pel Jutjat penal d'Orleans.
A partir del 2 de juliol de 2008, es van presentar diverses ofertes d'adquisició al jutjat mercantil d'Orléans. El 21 de juliol de 2008, aquest va decidir confiar el destí de la companyia a Antoine Ioannidès, un industrial francobritànic, recolzat per dos executius de Duralex i la família Boulos (formada per importadors libanesos actius a la regió de l'Orient Mitjà). Calia invertir la suma de 3,6 M € per a conservar 200 llocs de treball dels 236 de Duralex; es van suprimir 36 llocs de treball i 14 contractes de durada determinada. Al final, els compradors van invertir 6,2 M € durant els primers 19 mesos, sense suport bancari. El primer exercici va ascendir a 34 M € de facturació i un benefici de 3,4 M €, durant els primers 18 mesos. El 2010, els principals punts de venda comercial dels productes Duralex van ser l'Orient Mitjà, que representaven gairebé la meitat de la facturació de l'empresa. El 2014, el 87,6% de les activitats de Duralex es van dur a terme per a l'exportació.
Duralex va patir un accident industrial important. Quan es va substituir el forn el 2017, el netejador normalment associat a la màquina es va instal·lar tard. Aquesta última només ha estat totalment operativa des d'aquest any. Com a resultat, es va produir una important desacceleració de la producció, que va passar de 160 tones de vidre diàries a 20. Antoine Ioannides, que no descarta iniciar processos legals contra Industeam, l'instal·lador de netejadors de Lorena.
L'octubre de 2019, Antoine Ioannides va anunciar que havia negociat amb EY France (Ernst and Young) la incorporació d'inversors al capital de l'empresa de vidre, abans de passar a la primavera del 2020 cap a una venda completa de l'empresa.
A causa de la pandèmia per coronavirus de 2019-2020, les exportacions de la companyia es van desplomar fins a un 60%. Això va provocar retallades en la producció que, sumades a la baixada de vendes per la pandèmia, han dut els propietaris a presentar el concurs de creditors el setembre de 2020.

## Activitat, rentabilitat i efectiu
|                         | 2014       | 2015       | 2016       | 2018 (18 mesos) | 2019         |
| ----------------------- | ---------- | ---------- | ---------- | --------------- | ------------ |
| Facturació (en euros)   | 31 035 835 | 31 239 486 | 30 522 522 | 57 786 996      | 26 098 527   |
| Resultat net (en euros) | + 340 977  | + 143 341  | - 429 297  | - 1 822 951     | - 12 355 585 |
| Plantilla mitjana anual | 198        | 206        | 214        | 231             | 250          |

## Productes
El got que forma part de la vaixella es fon a partir d'una barreja de sorra de sílice, pedra calcària, carbonat de sodi i alumini. S'hi afegeixen alguns òxids metàl·lics per donar color o descolorir.
El material permet fabricar diferents articles de vaixella: gots, plats, safates, etc.
El número gravat a la part inferior del got correspon al número de la impressió del motlle, i no al número del motlle.

## Duralex a l'art
A Quimper, l'artista Jean-Marc Pinson transforma els gots Duralex en obres d'art.
El vas Duralex Gigogne es va exposar al Museu de les Arts Decoratives de París com a part de l'exposició «éditer le design» el gener del 2007, que va donar un lloc privilegiat als estris quotidians. També és present a la botiga MoMa, la botiga del Museu d'Art Modern de Nova York.
El vas Duralex Picardie apareix a la 23a pel·lícula de James Bond, Skyfall. Aquest és el got en què James Bond, interpretat per l'actor Daniel Craig, beu whisky Macallan. L'endemà, utilitza un got semblant al mateix bar. Aquesta aparició segueix moltes altres en diferents pel·lícules, des de clàssics de la postguerra francesa fins a pel·lícules de la Nouvelle vague.
L'artista conceptual contemporani Michael Craig-Martin va utilitzar un got Duralex en la seva obra més famosa, An Oak Tree.
El 2012 es va produir Attention fragile, una pel·lícula documental, en què cinc fabricants de vidre expliquen la vida a la fàbrica (coproducció de Cent Soleils / Bip TV-Issoudun / TV Tours).